# Believer (槇原敬之のアルバム)
『Believer』（ビリーヴァー）は、槇原敬之の21枚目のオリジナル・アルバム。2016年12月14日にBuppuレーベルから発売。

## 概要
前作『Lovable People』から約1年10ヶ月ぶり。独自レーベル「Buppuレーベル」第4弾作品で、本作の情報解禁は11月15日であった。「第3章の幕開け」の位置付けがされている。自作の他松任谷由実のカバーを収録。12月20日にはRed Bull Studios Tokyo Hallで本作の視聴会が行われた。先行シングルの「超えろ。」とC/W曲「5 minutes」、「理由」のC/W曲「一歩一会」はアルバム・バージョンで収められている。

## パッケージ仕様
初回限定盤はDVD同梱スリーブケース仕様。「超えろ。」「理由」ミュージック・ビデオ収録DVD付。購入特典で、全国ツアーチケット特別先行受付の案内が封入。

## トラックリスト
| 全作詞・作曲: 槇原敬之（9：松任谷由実）、全編曲: 槇原敬之。 |                                       |                           |                           |      |
| #                                                           | タイトル                              | 作詞                      | 作曲・編曲                | 時間 |
| 1.                                                          | 「Introduction ～Believer's Theme～」 | 槇原敬之（9：松任谷由実） | 槇原敬之（9：松任谷由実） | 2:32 |
| 2.                                                          | 「一歩一会（Renewed）」               | 槇原敬之（9：松任谷由実） | 槇原敬之（9：松任谷由実） | 4:37 |
| 3.                                                          | 「不器用な青春時代」                  | 槇原敬之（9：松任谷由実） | 槇原敬之（9：松任谷由実） | 4:11 |
| 4.                                                          | 「Souvenir ～思い出～」               | 槇原敬之（9：松任谷由実） | 槇原敬之（9：松任谷由実） | 4:20 |
| 5.                                                          | 「運命の人」                          | 槇原敬之（9：松任谷由実） | 槇原敬之（9：松任谷由実） | 5:42 |
| 6.                                                          | 「テレビでも見ようよ」                | 槇原敬之（9：松任谷由実） | 槇原敬之（9：松任谷由実） | 4:53 |
| 7.                                                          | 「5 minutes（Renewed）」              | 槇原敬之（9：松任谷由実） | 槇原敬之（9：松任谷由実） | 5:02 |
| 8.                                                          | 「You are what you eat.」             | 槇原敬之（9：松任谷由実） | 槇原敬之（9：松任谷由実） | 5:10 |
| 9.                                                          | 「A HAPPY NEW YEAR」                  | 槇原敬之（9：松任谷由実） | 槇原敬之（9：松任谷由実） | 4:42 |
| 10.                                                         | 「信じようが信じまいが」              | 槇原敬之（9：松任谷由実） | 槇原敬之（9：松任谷由実） | 4:51 |
| 11.                                                         | 「理由」                              | 槇原敬之（9：松任谷由実） | 槇原敬之（9：松任谷由実） | 4:47 |
| 12.                                                         | 「超えろ。（Renewed）」               | 槇原敬之（9：松任谷由実） | 槇原敬之（9：松任谷由実） | 4:45 |
| 13.                                                         | 「もしも」                            | 槇原敬之（9：松任谷由実） | 槇原敬之（9：松任谷由実） | 6:17 |
| 合計時間:                                                   | 合計時間:                             | 61:49                     |                           |      |

## 曲解説
（Renewed）は、本作用のアレンジバージョン。
1. Introduction 〜Believer's Theme〜
2. 一歩一会（Renewed）
  - 47thシングル「理由」のC/W曲
  - テレビ朝日「じゅん散歩」テーマソング
3. 不器用な青春時代
  - NTT西日本「使命を胸に篇」「誇りを胸に篇」「Professional篇」CMソング
4. Souvenir 〜思い出〜
5. 運命の人
6. テレビでも見ようよ
7. 5 minutes（Renewed）
  - 46thシングル「超えろ。」のC/W曲
  - NHK BSプレミアム・ドラマ『ボクの妻と結婚してください。』主題歌
8. You are what you eat.
  - JAバンク「農業メインバンク」CMソング
9. A HAPPY NEW YEAR
  - 松任谷由実のカバー
10. 信じようが信じまいが
11. 理由
  - 47thシングル
  - テレビ朝日系木曜連続ドラマ『はじめまして、愛しています。』主題歌
12. 超えろ。（Renewed）
  - 46thシングル
  - 関西テレビ『みんなのニュース ワンダー』テーマ曲
13. もしも